# محمد زمام عبد الرزاق

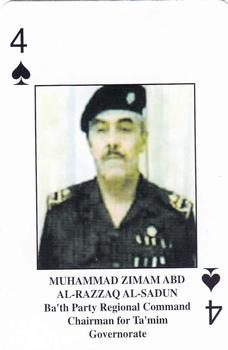
صورة لبطاقة محمد زمام عبد الرزاق ضمن مجموعة أوراق اللعب لأهم المطلوبين العراقيين.

محمد زمام عبد الرزاق السعدون هو سياسي عراقي، ولد عام 1942 في قضاء سوق الشيوخ في لواء المنتفق (محافظة ذي قار حاليا)، وينتسب إلى قبيلة السعدون. شغل عدة مناصب فترة حكم حزب البعث العربي الاشتراكي في العراق، منها كان عضو مجلس قيادة الثورة ومحافظ صلاح الدين، وكان أخر منصب له هو مسؤول تنظيمات حزب البعث في محافظتي نينوى والتأميم.
أتم دراسته في القانون والعلوم السياسية.
شغل منصب وزير الداخلية للفترة من 1995 إلى أيار 2001، حيث خلفه في المنصب محمود ذياب الأحمد.
شهد لصالح صدام حسين في محاكمة الدجيل، علما أنه قد شغل منصب محافظ صلاح الدين بعد عام ونصف العام من حادثة الدجيل واستمر في المنصب لمدة خمس سنوات.
اعتقل في منزله في حي السيدية في بغداد بتاريخ 15 شباط 2004، حيث كان ضمن قائمة العراقيين المطلوبين لدى الولايات المتحدة وتسلسله 41.
في عام 2017، أقر مجلس النواب العراقي قانونا ينص على مصادرة الأموال المنقولة وغير المنقولة لكل من صدام حسين وزوجاته وأولاده وأحفاده وأقربائه حتى الدرجة الثانية ووكلائهم ومصادرة أموال قائمة من 52 من أركان النظام السابق، كان من بينهم محمد زمام عبد الرزاق.

## الحكم عليه بالسجن
حكم عليه في يوم 9 أبريل، 2009، بالسجن مدى الحياة لأنه كان متورطاً في التطهير العرقي ضد الأكراد وأقليات أخرى.
وهذا هو نص الحكم:
2- حكمت المحكمة على المدان محمد زمام عبدالرزاق بالسجن لمدة (6) سنوات استنادا لأحكام المادة (478/ 1، 2) من قانون العقوبات رقم (111) لسنة 1969 المعدل وبدلالة المادة (24/ثانيا) من قانون المحكمة الجنائية العراقية العليا رقم (10) لسنة 2005 المعدل واحكام المادة (182) الفقرة (أ) من قانون اصول المحاكمات الجزائية رقم (23) لسنة 1971 المعدل، مع احتساب مدة موقوفيته للفترة من 20/6/2005 ولغاية 20/8/2009.